# Abutilon erythraeum
Abutilon erythraeum är en malvaväxtart som beskrevs av Giovanni Ettore Mattei. Abutilon erythraeum ingår i släktet klockmalvor, och familjen malvaväxter. Inga underarter finns listade i Catalogue of Life.